# The Dish (film)
The Dish è un film del 2000 diretto da Rob Sitch. È stato presentato per la prima volta al Toronto International Film Festival il 15 settembre 2000. Il film, tratto da una storia vera, racconta le vicende del radiotelescopio di Parkes, una cittadina dell'Australia, che ebbe il privilegio, nel 1969, di mandare in mondovisione le immagini televisive del primo sbarco dell'uomo sulla Luna da parte dell'Apollo 11.

## Trama
Il film si apre con un uomo anziano (che si scoprirà poi essere Cliff, l'ex direttore del radiotelescopio), che raggiunge Parkes. Da qui si risale ai suoi ricordi.
Si scopre che al radiotelescopio di Parkes fu affidato dalla NASA il compito di ricevere i segnali televisivi provenienti dalla Luna (le immagini dello sbarco di Buzz Aldrin e Neil Armstrong) e di ritrasmetterli negli Stati Uniti per la rete televisiva mondiale. Le persone che dovranno occuparsi di questo lavoro sono: Cliff, il direttore, Glenn, un ricercatore informatico, Al, il rappresentante della NASA e Mitch, un ricercatore generico.
Il primo problema che si presenta è la perdita completa del segnale dell'Apollo 11, a causa di un black-out. Il radiotelescopio nel frattempo si è spostato per effetto della rotazione terrestre, e non si sa esattamente come "puntare" di nuovo verso la navicella spaziale. I quattro scienziati quindi cercano di ricalcolare le nuove coordinate, mentendo nel frattempo alla NASA di avere tutto sotto controllo. Durante questi momenti di difficoltà, arriva l'ambasciatore degli Stati Uniti in visita. I ricercatori lo accompagnano quindi in visita al "padellone" (soprannome scherzoso del radiotelescopio), fino a quando l'ambasciatore chiede di sentire la voce di Armstrong. Per accontentarlo, Cliff accende la radio interna del centro e Mitch, dopo essersi nascosto, imita la voce dell'astronauta, ingannando così l'uomo.

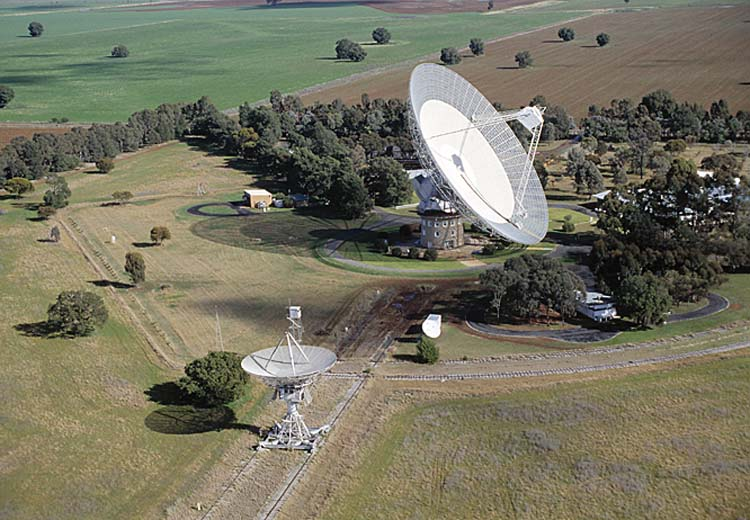
Il reale radiotelescopio a Parkes, utilizzato per diverse scene del film

Successivamente, durante il giorno dell'allunaggio, si alza un forte vento su Parkes. Il massimo che la parabola può sopportare è 30 nodi. Se si supera quella velocità, bisogna puntare il telescopio in verticale per non danneggiare l'antenna, perdendo così le tracce dell'astronave. Gli Stati Uniti nel frattempo hanno un problema di elettricità e non possono mandare le immagini della navicella, devono pertanto affidarsi per forza agli australiani, i quali hanno la Luna appena all'orizzonte e devono quindi orientare la parabola fino quasi a sfiorare il terreno. Il vento arriva ad una velocità di 50 nodi. I 4 ricercatori decidono di puntarlo ugualmente verso la luna, rischiando la propria vita (dato che la struttura potrebbe crollargli addosso). Il vento sale ancora e raggiunge quota 100 nodi. Nonostante tutto, il radiotelescopio riesce nella sua missione di mandare in televisione le storiche immagini del primo sbarco sulla luna.

## Accoglienza

### Critica
Il sito internet Rotten Tomatoes dà al film il 96% di approvazione da parte della critica, con 92 voti favorevoli e solo 4 negativi, diventando così uno dei film australiani e di tutto il mondo con la più alta percentuale di approvazione sul sito. Il sito IMDb, che anch'esso si occupa di recensire film, gli dà un voto di 7.3 su un massimo di 10 con la media pesata, e 7.6 con la media aritmetica.